# حي وابري
حي وابري (بالصومالية: Degmada Waaberi)‏ أحد أحياء العاصمة الصومالية مقديشو التابعة لمحافظة بنادر، ويقع الحي في جنوب غرب العاصمة مقديشو ويطل على الساحل الصومالي.
يضم الحي مطار آدم عبد الله الدولي.

## روابط خارجية
- مقاطعات الصومال
- الخريطة الإدارية لحي وابري

- مفوض اللواء - حي وابيري